# Незлобин, Александр Евфимьевич
Александр Евфимьевич Незлобин (1857—1905) — священник Димитриевской церкви села Горлово Скопинского уезда Рязанской губернии (1881—1905), один из постоянных авторов московского журнала «Христианская беседа» (1899—1905).

## Биография
Родился 9 августа 1857 года в семье священника селе Яблонево Скопинского уезда Рязанской губернии (ныне — Кораблинский район, Рязанская область).
В 1873 году окончил Скопинское духовное училище, в 1879 — Рязанскую духовную семинарию. В 1879—1880 гг. был учителем земского училища в селе Кораблино Ряжского уезда Рязанской губернии. В 1881 году был рукоположен во диакона и в пресвитера к Димитриевской церкви села Горлово Скопинского уезда, в которой и прослужил всю свою жизнь.
В 1892 году открыл церковно-приходскую школу в деревне Ново-Александровка Скопинского уезда Рязанской губернии. В 1890—1905 гг. в различных сборниках и периодических изданиях было опубликовано его 172 проповеди, из них 146 — в журнале «Христианская беседа» (Москва, 1899—1905).
В 1898—1905 гг. состоял наблюдателем церковно-приходских школ и школ грамоты Скопинского уезда.
Умер 25 сентября 1905 года в селе Горлово Скопинского уезда Рязанской губернии (ныне — Скопинский район, Рязанская область). Именем священника Александра Незлобина назван «Центр исторических исследований», созданный в 2012 году в г. Королёве Московской области.

## Сочинения
- «Явим незлобие и простоту нашего сердца…»: Поучения, слова и беседы на воскресные и праздничные дни. Катехизические поучения на «Отче наш», Символ веры и Десять заповедей. — М., 2011.